# 道〜白磁の人〜
『道〜白磁の人〜』（みち〜はくじのひと〜）は、2012年6月9日公開の日本映画。柳宗悦に影響を与えた浅川巧の半生を描いた。監督は高橋伴明、脚本は林民夫。江宮隆之の小説『白磁の人』を原作とする。

## ストーリー
国境と時代を越えた友情を描くヒューマンドラマ。大正3年（1914年）5月。23歳の浅川巧は、朝鮮の山に緑を取り戻すため、故郷の山梨から朝鮮半島にやって来る。やがて共に同じ使命感で結ばれた朝鮮人のチョンリムと信頼を深めていく。

## キャスト
- 浅川巧 - 吉沢悠
- 李青林（イ・チョンリム） - ペ・スビン
- 大北咲 - 酒井若菜
- 浅川伯教 - 石垣佑磨
- 柳宗悦 - 塩谷瞬
- 朝田みつえ - 黒川智花
- 園絵 - 近野成美
- チョンス - チョン・ダヌ
- ジウォン - チョン・スジ
- 朝田政歳 - 市川亀治郎（現・市川猿之助）
- 小宮 - 堀部圭亮
- 町田 - 田中要次
- 野平 - 大杉漣
- 浅川けい - 手塚理美

## スタッフ
- 監督 - 高橋伴明
- 脚本 - 林民夫
- 原作 - 江宮隆之『白磁の人』
- 題字 - 清水寺貫主 森清範
- 音楽 - 安川午朗
- エンディング曲 - ハクエイ・キム「道〜白磁の人〜」
- 撮影 - ナ・ヒソク
- 照明 - チャ・サンギュン
- 美術 - パク・ジュヨン
- 録音 - チョン・イノ
- 編集 - キム・ヒョンジュ
- 製作総指揮 - 長坂紘司
- 製作 - 小説「白磁の人」映画製作委員会／「道〜白磁の人〜」フィルムパートナーズ